# Songavazzo
Songavazzo ist eine norditalienische Gemeinde (comune) mit 717 Einwohnern (Stand 31. Dezember 2023) in der Provinz Bergamo in der Lombardei.
Die Gemeinde liegt etwas weniger als 40 Kilometer nordöstlich von Bergamo nahe der Provinz Brescia. 1294 wird die Gemeinde erstmals urkundlich erwähnt als Summus Gavatio.

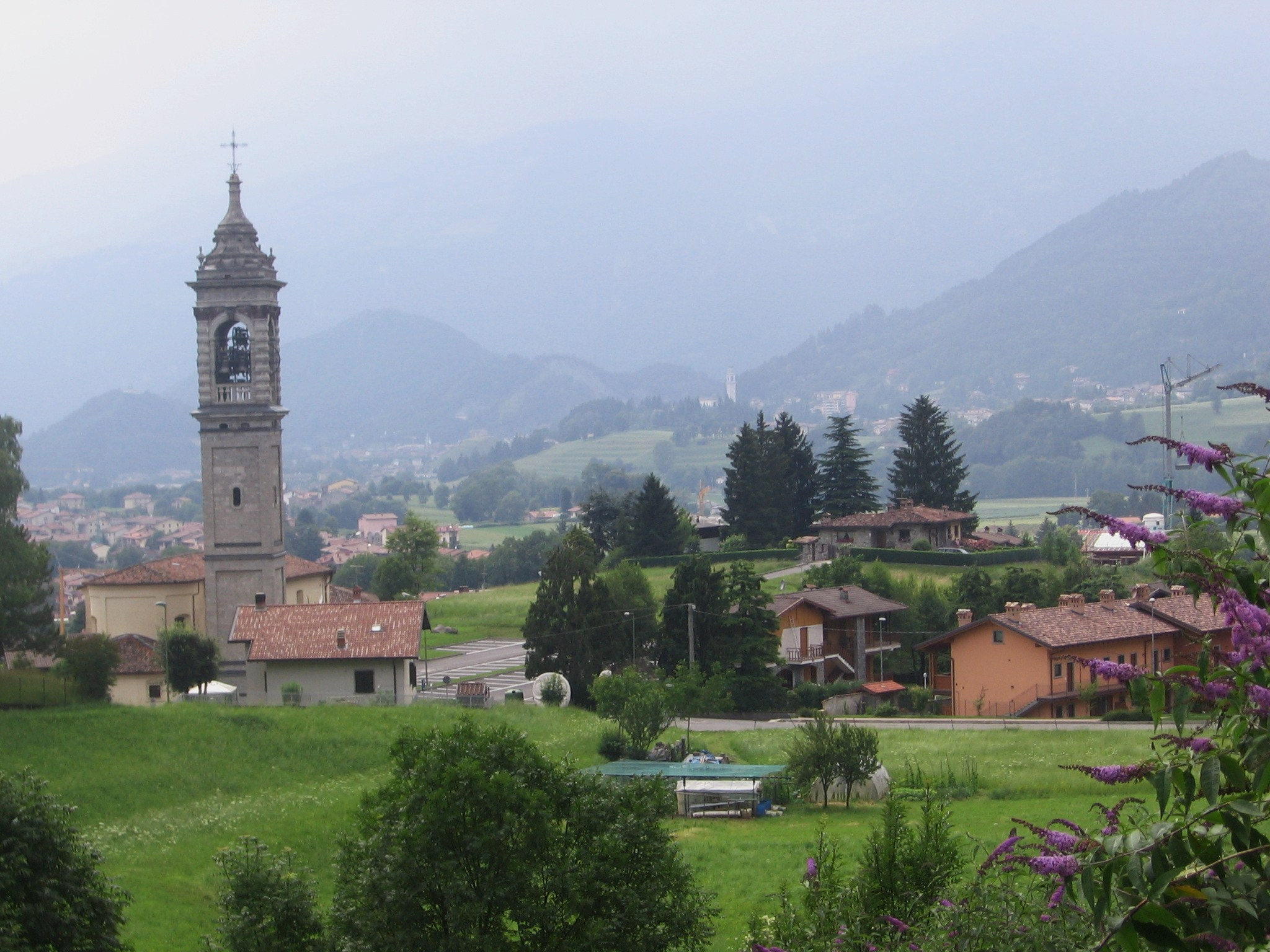
Panorama von Songavazzo